# NGC 299
NGC 299 là một cụm mở trong Đám mây Magellan nhỏ. Nó nằm trong chòm sao Đỗ Quyên, cách Trái Đất khoảng 200 ngàn năm ánh sáng. Nó được phát hiện vào ngày 12 tháng 8 năm 1834 bởi John Herschel.
Cụm khoảng 25 triệu năm tuổi với khối lượng gấp 600 lần Mặt trời. Nó trải dài trong bán kính 7,3 pc (24 ly)   . Tính kim loại của cụm sao, điều mà các nhà thiên văn gọi là sự phong phú của các nguyên tố có khối lượng lớn hơn heli, gần giống với của Mặt trời. Cụm sao này đủ già để gió sao từ các thành phần lớn nhất đã phân tán tất cả bụi và khí ban đầu. Do đó, quá trình hình thành sao đã dừng lại. Đã xác định được hai hệ nhị phân và một sao Be có thể xảy ra, nhưng cụm sao này thiếu bất kỳ biến xung biên độ thấp nào.